# Nebeninsel

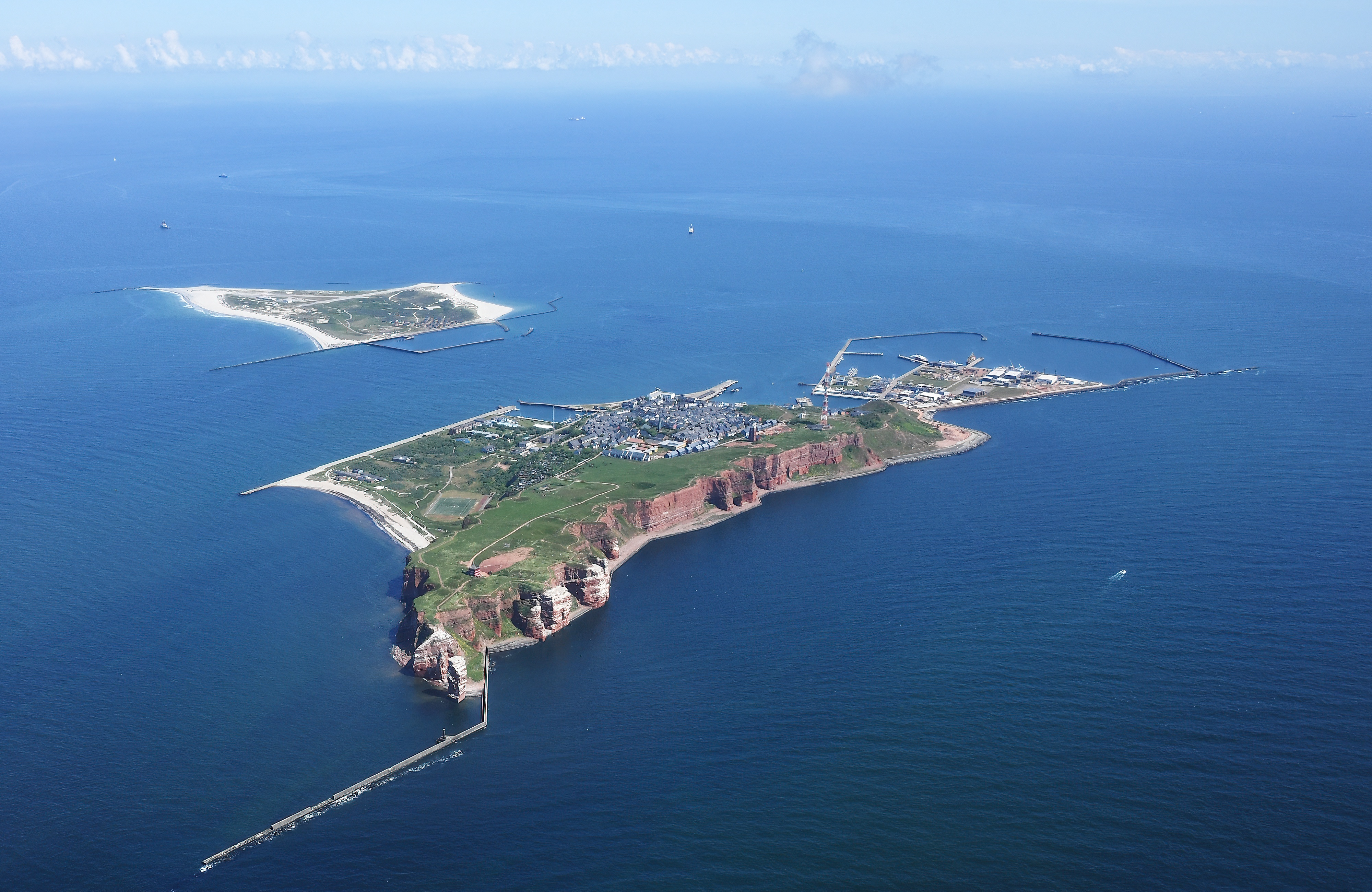
Die Hauptinsel Helgoland (vorne) und seine Nebeninsel Düne im Luftbild

Der Begriff Nebeninsel, oft auch Nachbarinsel genannt, bezeichnet eine Insel, die sich in unmittelbarer Nähe zu einer flächenmäßig größeren oder wirtschaftlich bedeutenderen Hauptinsel befindet.
Inseln einer Inselgruppe werden manchmal auch dann als Neben- oder Nachbarinseln bezeichnet, wenn keine der Inseln deutlich größer oder bedeutender ist als die anderen.
In Griechenland werden Nebeninseln oft ähnlich der jeweiligen Hauptinsel bezeichnet, indem lediglich der Ausdruck Andi- (griechisch Αντί) vorangestellt wird, etwa bei Andikythira, Andimilos, Andiparos oder Anditilos.

## Weitere Beispiele
- Düne in der Nordsee (siehe nebenstehendes Bild)
- Samha und Darsa im Indischen Ozean
- Pinaki und Nukutavake im Südpazifik